# Guerra Gaúcha
Guerra Gaúcha foi a luta de milícias e guerrilhas levado adiante no noroeste argentino e extremo sul da Bolívia, durante a Guerra de Independência Hispanoamericana (1809-1824), particularmente nas províncias de Jujuy e Salta, comandadas pelo general Martín Miguel de Güemes contra o exércitos realistas, durante o período compreendido entre 1814 e 1825. Isto é, que continuou após sua morte, sucedida em 1821.
Foi uma longa série de confrontos quase diários; em sua maioria, curtos tiroteios seguidos de retiradas. Nessas condições, umas forças pouco disciplinadas e mal equipadas, mas apoiadas pela população, podiam fazer muito dano a um exército regular de invasão.
A gesta militar ficaria registrada na história pelo escritor Leopoldo Lugones no livro chamado A Guerra Gaucha. Pela região em que se desenvolveu e suas características irregulares, a Guerra Gaucha está emparentada com a guerra de republiquetas, desenvolvida no Alto Peru (hoje Bolívia).